# Mycale: Book of Angels Volume 13

Mycale: Book of Angels Volume 13 est un album de John Zorn interprété a cappella par le groupe Mycale, sorti en 2010, sur le label Tzadik. Les compositions sont de John Zorn, les arrangements de Mycale. Composé des chanteuses Ayelet Rose Gottlieb, Basya Schechter, Malika Zarra et Sofia Rei Koutsovitis, ce groupe Mycale n'existe pas en tant que groupe au-delà de cette interprétation du Book of Angels et d'une semaine de résidence au Stone dans le Greenwich Village, à New York.

## Titres
| 1.    | Uzziel   | 3:07 |
| 2.    | Ahaha    | 2:51 |
| 3.    | El El    | 2:18 |
| 4.    | Tehom    | 2:25 |
| 5.    | Moloch   | 2:28 |
| 6.    | Balam    | 3:11 |
| 7.    | Melech   | 2:46 |
| 8.    | Tarshish | 4:00 |
| 9.    | Asaph    | 3:17 |
| 10.   | Rumiel   | 2:53 |
| 11.   | Natiel   | 4:11 |
| 33:27 |          |      |

## Personnel
- Ayelet Rose Gottlieb : chant
- Basya Schechter : chant
- Malika Zarra : chant
- Sofia Rei Koutsovitis : chant